# Henri Ramet
Pour les articles homonymes, voir Ramet.
Guillaume Henri Ramet, né le 22 février 1859 à Martel (Lot) et mort le 16 juin 1941, est un historien français, juriste, président de la Cour d'appel de Toulouse et maire de Martel de 1935 à sa mort.

## Publications
- Martel, un coin du Quercy, Paris, Éditions et librairie, 1920, 362 p. (OCLC 56336905, BNF 35172768).
- Le Capitole et le Parlement de Toulouse, Toulouse, "Éditions et librairie", Imprimerie régionale, 1926, 209 p. (OCLC 10554217, présentation en ligne).
- Histoire de Toulouse. ; Toulouse, Tarride 1935. (OCLC 17554104) Réédition critique, Toulouse, 1994, Le Pérégrinateur éditeur
- Un joyau du Quercy, Castelnau-de-Bretenaux. ; Toulouse, "Editions et Librairies", 1926. (OCLC 26190911)